# Skånska

Skånska är de dialekter som talas i Skåne, södra Halland och i västra Blekinge.

Skånska är i dag oftast ett samlingsbegrepp för de svenska utjämnade dialekter och regionala former av standardsvenska som i dag brukas i Skåne. En annan betydelse av ”skånska” är de genuina dialekter eller folkmål som historiskt talades i Skåne; dessa äldre folkmål har visserligen påverkat de nutida utjämnade dialekterna och regionala formerna av standardsvenska, men är (var) så annorlunda i sitt uttal, sin fonologi, sin morfologi och i sitt ordförråd, att de för det stora flertalet nutida svenskar och skåningar vore svårbegripliga.
Även de äldre sydskandinaviska dialekterna som talades i vad som i historiesammanhang brukar kallas Skåneland före försvenskningsprocessen från sent 1600-tal brukar gå under benämningen skånska. Dessa äldre mål kan också betecknas som former av danska.
Skånskan har – tillsammans med svenskan och danskan – sitt ursprung i fornnordiskan. Ur fornnordiskan har en fornöstnordisk gren utvecklats, som var i stort sett samma språkliga varietet fram till 1100-talet, varefter fornöstnordiskan splittrades i de olika målen inom det som senare blev de danska, skånska och svenska dialektområdena.
En stor del av skånskans unika ordförråd har försvunnit eller försvenskats sedan Sverige erövrade Skåneland från Danmark 1658, men prosodin skiljer sig fortfarande från rikssvenskan. En studie har emellertid visat att 70 % av skånska ord inte uppvisar några semantiska förändringar sedan 1841 och att den yngre generationen skånsktalande har en positivare attityd till och oftare talar skånska än den äldre generationen.
Andra dialekter i Sydsverige såsom blekingska, sydlig småländska och sydlig halländska är besläktade med dialekterna i Skåne och de brukar alla traditionellt sett räknas till sydsvenska mål, en indelning baserad på bland annat gemensamma drag i uttal, böjning, ordbildning och syntax.

## Historia

### Fornskånska
Många etymologiska ordböcker och de flesta moderna språkforskare skiljer på fornsvenska, forndanska och fornskånska. Fonemutvecklingen från fornskånska till 1960-talets skånska har bland annat beskrivits i Lunda-avhandlingen Fonematiska studier i skånska dialekter (1969) av Åke Hansson, förre arkivchefen vid Dialekt-, ortnamns- och folkminnesarkivet i Umeå (DAUM).
De äldsta bevarade fornskånska manuskripten, såsom Cod.Holm.B74 och Cod.Holm.B76 är från mitten av 1200-talet respektive tidigt 1300-tal och finns bevarade på Kungliga biblioteket i Stockholm. Många av manuskripten på Kungliga biblioteket fördes dit som krigsbyten, men krigsbytesdebatten i Sveriges riksdag har hitintills inte berört de danska och skånska urkunderna. Ett av de skånska manuskripten i Stockholm, Mariaklagan, är skrivet med runskrift och tros vara författat av en skånsk skrivare på Herrevadskloster. Eftersom så få svenska manuskript existerar från denna tidiga period blev de skånska manuskriptens språk först klassificerat som tidig fornsvenska av Sveriges första språkvetare, rudbeckianerna, ansedda som göticismens grundare. Först på 1900-talet blev de skånska manuskriptens språk identifierat som fornskånska och de har sedan dess följaktligen omklassificerats; manuskripten anses idag av danska språkvetare som en central del i det danska språkets utveckling. Detta och andra liknande fenomen har lett vissa språkvetare, inklusive Stig Örjan Ohlsson, till att dra slutsatsen att kampen om skånskan är långt från över.

### Fornöstnordiskan relativt skånskan
Ordet svenska finns inte nämnt i skrift förrän på 1300-talet, även om texter nu betraktade som svenska redan hade börjat författas. Varken Sverige eller Danmark hade någon form av standardiserat riksmål före tidigmodern tid, före högmedeltiden egentligen samma språk, så kallat fornöstnordiska, även om det anses troligt enligt vissa språkforskare att det fanns tendenser mot ett mer formellt höviskt talspråk bland aristokratin på ett tidigt skede.
De mål som talas i Skåne betecknas historiskt ofta som "östdanska mål med sydsvenska inslag". Skånskan har gemensamma drag med både svenskan och danskan i uttal och ordförråd.

### Försvenskningen av skånskan
År 1657 attackerade Danmark Sverige i det som kommit att kallas Karl X Gustavs första danska krig. Danmark förlorade kriget och vid freden i Roskilde 1658 övergick det då danska Skåne till Sverige. Skåne genomgick därefter en försvenskningsfas där bland annat skånskan blev mer svensk.
Smålänningen Alf Henrikson, en populärvetenskaplig författare, skriver 1963 i sin bok "Sveriges Historia del II, sid. 600":
| ” | Även det folkrika Skåne, nyss en av det danska rikets kärnprovinser vars tungomål snarast får sägas vara dansk dialekt än idag, bytte sitt skriftspråk och sin lag anmärkningsvärt lätt. | „ |

Kapitlet, som behandlar 1600-talets andra hälft, är kallat ”Försvenskningen i söder”. Meningarna är dock delade när det gäller svårighetsgraden och det allmänna motståndet mot det nya språket i Skåne, ett motstånd som även manifesterade sig i kyrkorna. Elias Wessén skriver att Skånes språkliga försvenskning ”skedde synnerligen lätt, inom loppet av en människoålder”. En karakteristik som enligt Stig Örjan Ohlsson ”måste [...] betecknas som missvisande”. Ohlsson är ”inte [...] övertygad om att Skånes språkliga försvenskning kan sägas vara en process, som obesvärat klarades av inom en normal människoålder.”[källa behövs] Om man tar det talade språket i beaktande är ”dragkampen mellan danska och svenska i Skåne, inte fullbordad”, och betydelsen av nationalitetsskiftet hos den tvåspråkiga landsbygdsbefolkningen beskrives så här:
| ”                                                  | För landsbygdsbefolkningen betydde nationalitetsskiftet primärt snarast en förändring i deras passiva tvåspråkighet, där den passiva komponenten från att ha varit danska blir svenska, efter en övergångstid som i någon mån ställde krav på både svensk och dansk förståelse i umgänge med överheten. I en lyckönskningsdikt från Blekinge 1746 heter det: »Waurt moersmaul däi könöm wi au kanske lide Danske ...». | „ |
| – (Hesselman 1937, s. 318.) (Ohlsson 1978:1, s 46) | |   |

## Kännetecken
Skånskan har flera drag gemensamma med danska dialekter, men skiljer sig också från dessa, dels genom kännetecken som delas med andra sydsvenska dialekter, och dels genom egna unika särdrag.
Gemensamt med danskan har skånskan till exempel förmjukningen av fornnordiskans p, t och k efter långa vokaler. Svenskans k motsvaras av g i ord som skrika → skriga (da. skrige) och kaka → kaga (da. kage), p utvecklas till b (eller i sydvästra Skåne v) gapa → gaba/gava (da. gabe) och pipa → piba/piva (da. pibe), och t blir d i t.ex. vit → vid (da. hvid) och mat → maud (da. mad). Detta skånska uttal håller dock på att försvinna bland yngre generationer som anammat rikssvenska varianter.[källa behövs] Ett annat drag som delas med själländska mål är bevarat -n i femininumformerna av ord som en, min, sin, där andra sydsvenska mål har bortfall av kort -n (e ko, mi ko).
Ett kännetecken som skiljer skånska från danska dialekter är den tillsammans med nästan alla andra svenska dialekter utvecklat musikalisk accent, det vill säga att skillnaden i tonhöjd mellan två stavelser i vissa fall är betydelsebärande (jfr. slutet av en film och ett slutet rum). Danskan har en liknande funktion i den s.k. "danska stöten". Ett annat exempel är att skånskan har samma förmjukning av g och k framför främre vokal till j och tj som finns i standardsvenska, jämfört med danska som behållit uttal av g- och k- i ord som give (jfr. sv. giva) och kerne (sv. kärna).
Diftongerna i skånskan är ett unikt drag för sydsvenska dialekter, som saknas i både danska mål och i de flesta svenska dialekter. Fornnordiskans diftonger (ai, au, ey) har försvunnit i både svenska och danska, med undantag av gotländska och några andra dialekter. Diftongerna i skånska är däremot inte rester av tidigare språkbruk, utan senare utvecklingar. Dessa diftonger kallas ibland sekundära, till skillnad från de bevarade arkaismerna, som kallas primära. Det finns relativt stora lokala skillnader mellan vilka vokaler som diftongeras och hur detta sker.
Skånskans prosodi (ordmelodi) identifieras som typisk sydsvensk eller östdansk. Den skiljer sig från prosodin i övriga svenska och danska dialekter och är specifikt skånsk. Enligt språkforskare såsom Patrik Bye, aktiv på Universitetet i Tromsø, och Gösta Bruce vid Lunds universitet, är de västnorska målen i Bergen med omnejd de enda bland de skandinaviska målen som har en melodi som är lik den skånska. Bruce skriver att den fonetiska likheten mellan skånska och bergensiska "sannolikt är ett minne från den hanseatiska tiden".

### Ordförråd
Vissa ord som delas med danskan förekommer fortfarande i skånskan, till exempel albu (svenska: armbåge, danska albue; från fornnordiska "al(n)bogi" eller "ǫlnbogi", där "aln"- i svenskan omvandlats till "arm"- genom folketymologi, jmfr eng. "elbow"), "där henne" (svenska: där borta, danska: derhenne). Exakt identiska är "spann"; i plural "spannar" (i betydelsen hink) medan "mölla" bara till ändelsevokalen skiljer sig från "mølle".

## Status
Skånska anses vara en svensk dialekt, eller av vissa en dansk dialekt, eller ett separat språk ur ett historiskt, kulturellt och/eller etniskt perspektiv. Majoriteten av svenskarna anser inte skånskan vara ett eget språk, men genom instiftandet av Skånska Akademien och med bevaringsprogram från svenska regeringen, har det uppstått ett nytt intresse för skånskan som en kulturell markering. Precis som för många andra dialekter har dagens skånska dialekter alltmer blivit regionaliserade och det återstår få genuina lokala dialekter. Skånska Akademien och andra har givit ut en del skrifter, även om detta skriftspråk snarast är svenska med vissa skånska ord.
Skånes befolkning omfattar drygt 13 % av Sveriges befolkning, och skånskan är en av svenskans mest distinktiva dialekter som är lätt att urskilja från andra mål.
Huruvida den skånska dialekten är vacker eller ful har ständigt varit föremål för debatt, även på seriös akademisk nivå. Det enda som med säkerhet kan sägas är att underliggande rivalitet mellan Skåne och i huvudsak Mälardalen ofta får genomslag i dessa undersökningar, snarare än en saklig analys. Folk tycker ömsesidigt illa om varandras dialekter. Detta har nog i grunden att göra med brist på förståelse mellan olika dialekter. En dialekt som uppfattas som svårförståelig klassas i regel som ful av den tillfrågade. De diftonger som främst förekommer i skånskan av de sydsvenska målen gör att dialekten blir svår att förstå för många. Däremot gör dessa diftonger rent språkvetenskapligt att skånskan ligger betydligt närmare engelskan än övriga svenska dialekter. Detta faktum styrktes bland annat av lingvister vid Engelska institutionen i Lund som på 1980-talet brukade fråga hur många som var skåningar bland studenterna då det fanns hopp om att lära dessa ett perfekt engelskt uttal enligt dem. Personer från övriga Sverige har betydligt svårare för vissa fonem i engelska språket menade de, då vissa skånska fonem ligger mycket nära de engelska.

## Skriftspråk

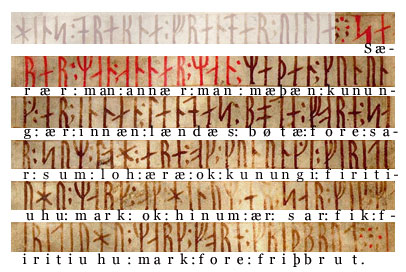
Codex Runicus, en bevarad fornskånsk skrift

Det finns inget standardiserat skånskt skriftspråk, utan skrift i områden med skånsktalande befolkning sker idag på rikssvenskt skriftspråk. Detta har bidragit till att tränga ut dialektala ord. Det har funnits skriftspråk för fornskånskan, ett språk som finns representerat i skrift i ett flertal medeltida manuskript, såsom Cod. Holm B74, innehållande skrift från cirka 1225 med den äldsta bevarade versionen av Skånelagen, 1300-talsmanuskriptet Codex Runicus (AM 28 8vo), fragmentet SKB A120, och manuskriptet SKB B69, skrivet i Malmö cirka 1325. I modern tid har författare som velat använda skånska ord i skrift, till exempel i litteratur med standardiserad rikssvenska i övrigt, tvingats använda ett icke-standardiserat skriftspråk.

## Exempel på skånska ord och uttryck
Här kommer även en lista över exempel på skånska ord och vad de betyder.
| Skånska          | Standardsvenska          |
| ---------------- | ------------------------ |
| a du             | men hallå                |
| abbedonk         | matt, fysiskt trött      |
| abekatt          | härmapa                  |
| aga              | åka                      |
| asa              | släpa                    |
| bagasare         | eftersläntrare           |
| bagetter         | efteråt                  |
| balle            | skinka, ändhalva         |
| baneman          | tjänsteman vid järnvägen |
| bia              | vänta                    |
| blannevann       | groggvirke               |
| bobbe            | stropp                   |
| bor              | bord                     |
| bugasprängd      | proppmätt                |
| fitt             | fett, flott              |
| fittamad         | smörgås med flott & salt |
| fittamacka       | smörgås med fett         |
| fjåne            | idiot                    |
| fubbick          | idiot                    |
| fälleben         | krokben                  |
| förtröden        | avundsjuk                |
| förveden         | nyfiken                  |
| gabekatta        | högröstad kvinna         |
| grina            | skratta                  |
| hantedarred      | skakiga händer           |
| hialös även hied | otålig                   |
| hojta till       | säga till                |
| hong             | hund                     |
| hossor           | strumpor                 |
| hutta            | kasta                    |
| hubba            | flytta                   |
| jonken           | ljummen                  |
| kamma daj        | skärp dig                |
| kasebana         | rutschkana               |
| klydderöv        | krånglig person          |
| kogehöna         | gammal kärring           |
| lase             | trasa                    |
| lomma            | byxficka                 |
| lommeflara       | fickplunta               |
| lyn              | gemytlig, trevlig        |
| Luda eller Hodda | Sjöbod                   |
| madavisa         | måltidsvisa              |
| måga             | mocka (hästspillning)    |
| mög              | smuts, skit              |
| möghong          | skithund                 |
| mögtocke         | skitstövel               |
| nällor           | nässlor                  |
| pantoffla        | potatis                  |
| patta            | dia                      |
| pingavojn        | skrinda                  |
| pjodd            | liten fågel              |
| påg              | pojke                    |
| pågatös          | pojkaktig flicka         |
| päragröd         | potatismos               |
| rabbemos         | rotmos                   |
| robbedibba       | rödbeta                  |
| rullebör         | skottkärra               |
| räligt           | fult, äckligt            |
| schatte          | mes                      |
| skallebank       | huvudvärk                |
| skröfs           | småsaker                 |
| skubba           | skolka                   |
| skula            | ta skydd vid regn        |
| tolle            | bajskorv                 |
| tradig           | tråkig                   |
| tocke            | tupp                     |
| tös              | flicka                   |
| tösabid          | flicka                   |
| tösapåg          | flickaktig pojke         |
| vann             | vatten                   |
| ålarens          | idiot                    |
| ännaklämd        | angelägen                |
| örnastörta       | tvestjärt                |